# Campeonato Canadiense de Fútbol 2017
El Campeonato Canadiense de Fútbol 2017 fue la décima edición de la competición del fútbol de Canadá. Se disputó entre el 3 de mayo y concluyó el 27 de junio.
Toronto ganó su sexto torneo tras vencer al Montreal Impact con un marcador global de 3-2 y clasificó a la Liga de Campeones de la Concacaf 2018.

## Equipos participantes
Los equipos participantes son Montreal Impact, Toronto, Vancouver Whitecaps, Edmonton y Ottawa Fury.

## Ronda preliminar
| Fechas         | Local ida   | Resultado global | Local vuelta | Ida | Vuelta |
| -------------- | ----------- | ---------------- | ------------ | --- | ------ |
| 3 y 10 de mayo | Ottawa Fury | 4:2              | Edmonton     | 1:0 | 3:2    |

## Cuadro
|  | Semifinales         | Semifinales     | Semifinales     |   |         | Final            | Final            | Final            |  |
|  | 23 y 31 de mayo     | 23 y 31 de mayo | 23 y 31 de mayo |   |         | 21 y 27 de junio | 21 y 27 de junio | 21 y 27 de junio |  |
|  |                     |                 |                 |   |         |                  |                  |                  |  |
|  |                     |                 |                 |   |         |                  |                  |                  |  |
|  | Toronto             | 1               | 4               |   |         |                  |                  |                  |  |
|  | Toronto             | 1               | 4               |   |         |                  |                  |                  |  |
|  | Ottawa Fury         | 2               | 0               |   |         |                  |                  |                  |  |
|  | Ottawa Fury         | 2               | 0               |   | Toronto | 1                | 2                |                  |  |
|  |                     |                 |                 |   | Toronto | 1                | 2                |                  |  |
|  |                     |                 | Montreal Impact | 1 | 1       |                  |                  |                  |  |
|  | Montreal Impact     | 1               | Montreal Impact | 1 | 1       | 4                |                  |                  |  |
|  | Montreal Impact     | 1               |                 |   |         | 4                |                  |                  |  |
|  | Vancouver Whitecaps | 2               | 2               |   |         |                  |                  |                  |  |
|  | Vancouver Whitecaps | 2               | 2               |   |         |                  |                  |                  |  |
|  |                     |                 |                 |   |         |                  |                  |                  |  |

### Semifinales
| 23 de mayo de 2017, 19:00 (UTC-4) | Ottawa Fury               | 2:1 (0:1) | Toronto | Estadio TD Place, Ottawa, Ontario                              |                                                                |
|                                   | Williams 57' · Seoane 72' | Reporte   |         | Asistencia: 7.611 espectadores Árbitro(s): Pierre-Luc Lauziere | Asistencia: 7.611 espectadores Árbitro(s): Pierre-Luc Lauziere |

| 31 de mayo de 2017, 19:00 (UTC-4) | Toronto                                                    | 4:0 (2:0) | Edmonton | BMO Field, Toronto, Ontario                              |                                                          |
|                                   | Edward 41' (a.g.) · Endoh 42' · Delgado 80' · Giovinco 85' | Reporte   |          | Asistencia: 15.175 espectadores Árbitro(s): Geoff Gamble | Asistencia: 15.175 espectadores Árbitro(s): Geoff Gamble |

| 23 de mayo de 2017, 19:00 (UTC-7) | Vancouver Whitecaps       | 2:1 (2:0) | Montreal Impact | BC Place, Vancouver, Columbia Británica                  |                                                          |
|                                   | Davies 13' · Mezquida 33' | Reporte   | Choinière 62'   | Asistencia: 16.831 espectadores Árbitro(s): Drew Fischer | Asistencia: 16.831 espectadores Árbitro(s): Drew Fischer |

| 30 de mayo de 2017, 19:30 (UTC-4) | Montreal Impact                                   | 4:2 (3:0) | Vancouver Whitecaps    | Estadio Saputo, Montreal, Quebec                         |                                                          |
|                                   | Piatti 20' 28' · Džemaili 38' · Jackson-Hamel 61' | Reporte   | Davies 59' · Greig 77' | Asistencia: 15.213 espectadores Árbitro(s): David Barrie | Asistencia: 15.213 espectadores Árbitro(s): David Barrie |

### Final
| 21 de junio de 2017, 19:30 (UTC-4) | Montreal Impact | 1:1 (1:1) | Toronto      | Estadio Saputo, Montreal, Quebec                            |                                                             |
|                                    | Mancosu 19'     | Reporte   | Altidore 30' | Asistencia: 14.329 espectadores Árbitro(s): Silviu Petrescu | Asistencia: 14.329 espectadores Árbitro(s): Silviu Petrescu |

| 27 de junio de 2017, 19:30 (UTC-4) | Toronto            | 2:1 (0:1) | Montreal Impact | BMO Field, Toronto, Ontario                              |                                                          |
|                                    | Giovinco 53' 90+5' | Reporte   | Tabla 36'       | Asistencia: 26.539 espectadores Árbitro(s): David Gantar | Asistencia: 26.539 espectadores Árbitro(s): David Gantar |

| Campeón Toronto F. C. |
| 6º Título             |

## Goleadores
| Jugador            | Equipo              | Goles |
| ------------------ | ------------------- | ----- |
| Sebastian Giovinco | Toronto             | 3     |
| Alphonso Davies    | Vancouver Whitecaps | 2     |
| Steevan Dos Santos | Ottawa Fury         | 2     |
| Ignacio Piatti     | Montreal Impact     | 2     |

## Premios
- Mejor jugador del torneo

 Sebastian Giovinco (Toronto)